# Resily
Resily株式会社は、クラウド型OKRソフトウェア「Resily」の開発・販売、導入支援サービスを提供する日本の会社。

## 企業概要
SanSan株式会社の社員だった堀江真弘が、共同創業者のエンジニアと2017年8月にResily株式会社を創業。
海外企業ではスタンダードになりつつある目標管理フレームワークOKRを、日本企業でも一般化していくことを目的としOKRソフトウェア開発に取り組む。
2019年2月にDNX Venturesから5000万円の資金調達を実施。
2020年2月にDNX Ventures、 株式会社セールスフォース・ドットコムの投資部門であるSalesforce Venturesを引受先とする第三者割当増資により、 総額約5億円の資金調達を実施。
2021年6月に提供価値を再考したリブランディングを実施。Resilyのミッション・ビジョン・バリュー、ブランド・アイデンティティ、プロダクトのすべての領域に渡るリブランディングを行なった。

## 監修者
及川卓也がアドバイザーとしてOKRサービスの監修を行なっている。
マイクロソフト、Google等でプロダクトマネージャーを経て、2019年1月、テクノロジーにより企業や社会の変革を支援するTably株式会社を設立。多数の企業に対し、OKRの導入支援を実施し、日本で初めてのOKR解説書「OKRシリコンバレー式で大胆な目標を達成する方法」（日経BP社）の解説を執筆。
及川卓也はResilyに対して、「各社のOKR導入や運用の相談を受けてきたが、今後はResilyを勧めていきたい。Resilyなら、OKRの本質を多様なチームに提供できるだろう。」とコメントしている。